# Campionato europeo delle nazioni 2001-2002 (rugby a 15)
Il Campionato europeo delle nazioni 2001-02 (in francese Championnat d'Europe des nations 2001-02) fu la 3ª edizione del campionato europeo delle nazioni, la 38ª edizione del torneo internazionale organizzato dalla FIRA ‒ Associazione Europea di Rugby e, relativamente alla sua prima divisione, il 34º campionato europeo di rugby a 15.
Si tenne dal 3 febbraio 2002 al 7 aprile 2002 tra 6 squadre che si affrontarono con la formula del girone unico con gare di sola andata.
Sempre relativamente alla prima divisione, la classifica combinata con quella dell'edizione precedente servì a determinare la squadra ultima in classifica destinata alla retrocessione in seconda divisione; essa risultò essere la nazionale dei Paesi Bassi, mentre invece per l'assegnazione del titolo fece fede quella dell'edizione 2001-02 di torneo, che fu vinto dalla Romania per la seconda volta nella nuova versione di torneo e per la settima assoluta; in tale edizione fece l'esordio anche la Coppa Antim, trofeo creato dalla federazione rugbistica georgiana in omaggio ad Antimo d'Iberia, vescovo ortodosso originario della Georgia che fu patriarca di Romania; la coppa, tendente a sottolineare la comunione nella fede ortodossa dei due Paesi, fu messa in palio per la prima volta a Tbilisi nell'ultima giornata del torneo: ad aggiudicarselo fu la Romania che vinse 31-23 e, con tale risultato, terminò il campionato in testa alla classifica.
Il campionato europeo 2001-02 funse anche da secondo turno delle qualificazioni europee alla Coppa del Mondo di rugby 2003: la squadra campione europea e la seconda classificata, infatti, guadagnarono l'accesso diretto al quarto turno di qualificazione, mentre le squadre dalla terza alla sesta classificata della prima divisione e le prime due della classifica aggregata della seconda divisione accedettero al terzo turno.
Riguardo alle divisioni inferiori, la vincente della seconda (Rep. Ceca) fu promossa in prima per il biennio 2002-04 e prese il posto dei Paesi Bassi; la Lettonia fu retrocessa in terza divisione superiore e le altre 8 squadre furono ripartite tra le due categorie di merito della seconda divisione del biennio successivo: Polonia, Ucraina, Germania e Svezia alla divisione 2.A e Danimarca, Croazia, Svizzera e Belgio alla divisione 2.B.

## Squadre partecipanti
| 1ª divisione | 2ª divisione | 2ª divisione | 3ª divisione | 3ª divisione         | 3ª divisione |
| 1ª divisione | Girone A     | Girone B     | Girone A     | Girone B             | Girone C     |
| ------------ | ------------ | ------------ | ------------ | -------------------- | ------------ |
| Georgia      | Belgio       | Danimarca    | Andorra      | Bosnia ed Erzegovina | Bulgaria     |
| Paesi Bassi  | Croazia      | Germania     | Austria      | Israele              | Finlandia    |
| Portogallo   | Rep. Ceca    | Lettonia     | Jugoslavia   | Lituania             | Malta        |
| Romania      | Svizzera     | Polonia      | Moldavia     | Lussemburgo          | Monaco       |
| Russia       | Ucraina      | Svezia       | Slovenia     | Ungheria             | Norvegia     |
| Spagna       |              |              |              |                      |              |

## 1ª divisione

### 1ª giornata
| Arbitro: | Elio Peri |

|                                  |      |                      |
| Gračev (3) Ilarionov Simonov (2) | mt   | Velazco              |
| Simonov                          | tr   | Martínez             |
| Simonov                          | c.p. | Martínez (4) Velazco |
|                                  | drop | Velazco              |

| Arbitro: | Tomáš Tuma |

| |    |  |
| Eloshvili Giorgadze Khamashuridze (2) Khekhelashvili Machkhaneli Modebadze (2) Shvelidze Tsabadze Urjukashvili Zedginidze (2) Zibzibadze | mt |  |

| Arbitro: | Bernd Gabbei |

|                                                         |      |              |
| Bălan Bejan Brezoianu Dumitru Gontineac Maftei Petrache | mt   | Garvão       |
| Tofan (3)                                               | tr   |              |
| Tofan                                                   | c.p. | Hoffmann (4) |

### 2ª giornata
| Arbitro: | Bernd Gabbei |

|                                                                   |      |           |
| Dyatlov Gračёv Ilarionov Račkov (2) Sergeev (2) Simonov (2) Zykov | mt   | Keulemans |
| Budnikov (3) Simonov (4)                                          | tr   | Meek      |
| Budnikov (2) Simonov                                              | c.p. | Meek      |

| Arbitro: | Alessandro Milan |

|                                       |      |                   |
| Bălan Gontineac Petrache Tofan Toniţa | mt   | O. Ripol R. Ripol |
| Tofan (3)                             | tr   | Martínez          |
| Tofan                                 | c.p. |                   |

| Arbitro: | Daniel Pruvot |

|                          |      |                                           |
| Aguilar Gonçalves Vareir | mt   | Giorgadze (2) Khekhelashvili Urjukashvili |
| Hoffmann                 | tr   | J̌imsheladze (2)                           |
| Hoffmann (2)             | c.p. | Urjukashvili                              |

### 3ª giornata
| Arbitro: | Nereo Dordolo |

|                 |      |                    |
| J̌imsheladze (4) | c.p. | Račkov Simonov (3) |

| Hilversum 3 marzo 2002                                                                                | Paesi Bassi | 3 – 49 referto                                                       | Romania |  |
| mt Brezoianu Chiriac M Dumitru Manta Petrache Picoiu Țincu (2) Toderaşc tr Dumitraş Lungu Kuijer c.p. |             |                                                                      |         |  |
| |             |                                                                      |         |  |
| | mt          | Brezoianu Chiriac M Dumitru Manta Petrache Picoiu Țincu (2) Toderaşc |         |  |
| | tr          | Dumitraş Lungu                                                       |         |  |
| Kuijer                                                                                                | c.p.        |                                                                      |         |  |

| Arbitro: | Jean-Christophe Gastou |

|               |      |                   |
| Aguilar Cunha | mt   | de la Calle Souto |
| Hoffmann      | c.p. |                   |

### 4ª giornata
| Arbitro: | Daniel Dartigeas |

|                     |      |                 |
| Kuzin Simonov Zykov | mt   | Brezoianu Tofan |
| Simonov (2)         | tr   | Tofan           |
| Simonov             | c.p. | Tofan (5)       |

| Arbitro: | Johan Meersman |

|            |      |                                      |
| Breinburg  | mt   | Aguilar Hoffmann (2) Portela tecnica |
|            | tr   | Hoffmann                             |
| Kuijer (2) | c.p. |                                      |

| Arbitro: | Salvatore de Falco |

|                            |      |                                               |
| Criado Garachana (2) Souto | mt   | Katsadze Khamashuridze (2) Labadze Zibzibadze |
|                            | tr   | J̌imsheladze (3)                               |
| Diaz                       | c.p. | J̌imsheladze                                   |

### 5ª giornata
| Arbitro: | Giovanni Morandin |

|                        |      |                       |
| Chkhaidze Urjukashvili | mt   | Brezoianu Săuan Țincu |
| Urjukashvili (2)       | tr   | Tofan (2)             |
| Urjukashvili (3)       | c.p. | Tofan (2)             |
|                        | drop | Tofan (2)             |

| Arbitro: | Johan Meersman |

|                                                    |      |        |
| Abril Macías (2) Souto Trillo Velazco (3) Zapatero | mt   |        |
| Martinez (4) Velazco (2)                           | tr   |        |
| Martínez (2)                                       | c.p. | Kuijer |

| Arbitro: | Éric Darrière |

|                 |      |                                      |
| Cordeiro Garvâo | mt   | Fedčenko Hendriks Račkov (2) Simonov |
|                 | tr   | Simonov (2)                          |
| Hoffmann        | c.p. | Simonov                              |
|                 | drop | Simonov (3)                          |

#### Classifica
| Pos | Squadra     | G | V | N | P | PF  | PS  | DP   | Pt |
| --- | ----------- | - | - | - | - | --- | --- | ---- | -- |
| 1   | Romania     | 5 | 5 | 0 | 0 | 185 | 77  | +108 | 15 |
| 2   | Georgia     | 5 | 3 | 1 | 1 | 184 | 84  | +100 | 12 |
| 3   | Russia      | 5 | 3 | 1 | 1 | 180 | 87  | +93  | 12 |
| 4   | Portogallo  | 5 | 2 | 0 | 3 | 93  | 130 | −37  | 9  |
| 5   | Spagna      | 5 | 1 | 0 | 4 | 128 | 119 | +9   | 7  |
| 6   | Paesi Bassi | 5 | 0 | 0 | 5 | 27  | 300 | −273 | 5  |

### Classifica combinata 2000-2002
| Pos | Squadra     | G  | V | N | P  | PF  | PS  | DP   | Pt |
| --- | ----------- | -- | - | - | -- | --- | --- | ---- | -- |
| 1   | Romania     | 10 | 9 | 0 | 1  | 373 | 148 | +225 | 28 |
| 2   | Georgia     | 10 | 8 | 1 | 1  | 351 | 152 | +199 | 27 |
| 3   | Russia      | 10 | 6 | 1 | 3  | 332 | 230 | +102 | 23 |
| 4   | Spagna      | 10 | 3 | 0 | 7  | 246 | 250 | −4   | 16 |
| 5   | Portogallo  | 10 | 3 | 0 | 7  | 170 | 295 | −125 | 16 |
| 6   | Paesi Bassi | 10 | 0 | 0 | 10 | 87  | 484 | −397 | 10 |

## 2ª divisione

### Girone A
| Data       | Incontro             | Risultato | Sede            |
| ---------- | -------------------- | --------- | --------------- |
| 22-9-2001  | Rep. Ceca ― Belgio   | 46–3      | Praga           |
| 6-10-2001  | Svizzera ― Rep. Ceca | 6–32      | Losanna         |
| 13-10-2001 | Croazia ― Rep. Ceca  | 5–13      | Macarsca        |
| 13-10-2001 | Ucraina ― Belgio     | 21–10     | Kiev            |
| 20-10-2001 | Ucraina ― Croazia    | 41–7      | Kiev            |
| 27-10-2001 | Belgio ― Svizzera    | 15–22     | Bruxelles       |
| 3-11-2001  | Rep. Ceca ― Ucraina  | 26–8      | Praga           |
| 10-11-2001 | Croazia ― Svizzera   | 18–16     | Macarsca        |
| 24-11-2001 | Belgio ― Croazia     | 0–26      | Bruxelles       |
| 24-11-2001 | Svizzera ― Ucraina   | 11–30     | Chens sur Léman |

|  | Classifica | G | V | N | P | PF  | PS  | P±  | PT |
|  | ---------- | - | - | - | - | --- | --- | --- | -- |
|  | Rep. Ceca  | 4 | 4 | 0 | 0 | 117 | 22  | +95 | 12 |
|  | Ucraina    | 4 | 3 | 0 | 1 | 100 | 54  | +46 | 10 |
|  | Croazia    | 4 | 2 | 0 | 2 | 56  | 70  | -14 | 8  |
|  | Svizzera   | 4 | 1 | 0 | 3 | 55  | 95  | -40 | 6  |
|  | Belgio     | 4 | 0 | 0 | 4 | 28  | 115 | -87 | 4  |

### Girone B
| Data       | Incontro             | Risultato | Sede       |
| ---------- | -------------------- | --------- | ---------- |
| 22-9-2001  | Lettonia ― Polonia   | 18–60     | Riga       |
| 29-9-2001  | Polonia ― Svezia     | 18–6      | Sopot      |
| 7-10-2001  | Svezia ― Lettonia    | 37–12     | Trelleborg |
| 21-10-2001 | Svezia ― Germania    | 32–10     | Malmö      |
| 27-10-2001 | Danimarca ― Svezia   | 33–21     | Copenaghen |
| 3-11-2001  | Danimarca ― Polonia  | 19–26     | Copenaghen |
| 10-11-2001 | Germania ― Danimarca | 34–24     | Heidelberg |
| 24-11-2001 | Germania ― Lettonia  | 44–0      | Hannover   |
| 6-4-2002   | Polonia ― Germania   | 20–12     | Gdynia     |
| 6-4-2002   | Lettonia ― Danimarca | 8–32      | Riga       |

|  | Classifica | G | V | N | P | PF  | PS  | P±   | PT |
|  | ---------- | - | - | - | - | --- | --- | ---- | -- |
|  | Polonia    | 4 | 4 | 0 | 0 | 124 | 55  | +69  | 12 |
|  | Germania   | 4 | 2 | 0 | 2 | 100 | 76  | +24  | 8  |
|  | Svezia     | 4 | 2 | 0 | 2 | 96  | 73  | +23  | 8  |
|  | Danimarca  | 4 | 2 | 0 | 2 | 108 | 89  | +19  | 8  |
|  | Lettonia   | 4 | 0 | 0 | 4 | 38  | 173 | -135 | 4  |

### Classifica aggregata 2ª divisione
|               | Classifica | G | V | N | P | PF  | PS  | P±   | PT |
| ------------- | ---------- | - | - | - | - | --- | --- | ---- | -- |
|               | Rep. Ceca  | 4 | 4 | 0 | 0 | 117 | 22  | +95  | 12 |
|               | Polonia    | 4 | 4 | 0 | 0 | 124 | 55  | +69  | 12 |
|               | Ucraina    | 4 | 3 | 0 | 1 | 100 | 54  | +46  | 10 |
|               | Germania   | 4 | 2 | 0 | 2 | 100 | 76  | +24  | 8  |
|               | Svezia     | 4 | 2 | 0 | 2 | 96  | 73  | +23  | 8  |
|               | Danimarca  | 4 | 2 | 0 | 2 | 108 | 89  | +19  | 8  |
|               | Croazia    | 4 | 2 | 0 | 2 | 56  | 70  | -14  | 8  |
|               | Svizzera   | 4 | 1 | 0 | 3 | 55  | 95  | -40  | 6  |
|               | Belgio     | 4 | 0 | 0 | 4 | 28  | 115 | -87  | 4  |
| Retrocessione | Lettonia   | 4 | 0 | 0 | 4 | 38  | 173 | -135 | 4  |

## 3ª divisione

### Divisione 3.A
| Data       | Incontro              | Risultato | Sede     |
| ---------- | --------------------- | --------- | -------- |
| 29-9-2001  | Austria ― Slovenia    | 16–24     | Vienna   |
| 13-10-2001 | Andorra ― Austria     | 56–3      | Andorra  |
| 20-10-2001 | Moldavia ― Jugoslavia | 36–16     | Chișinău |
| 11-11-2001 | Slovenia ― Andorra    | 26–16     | Lubiana  |
| 6-4-2002   | Jugoslavia ― Austria  | 26–8      | Belgrado |
| 20-4-2002  | Austria ― Moldavia    | 14–27     | Linz     |
| 25-5-2002  | Slovenia ― Moldavia   | 42–0      | Lubiana  |
| 4-5-2002   | Andorra ― Jugoslavia  | 5–19      | Andorra  |
| 11-5-2002  | Jugoslavia ― Slovenia | 27–21     | Belgrado |
| 1-6-2002   | Moldavia ― Andorra    | forfait   | Chișinău |

|               | Classifica | G | V | N | P | PF  | PS  | P±  | PT |
| ------------- | ---------- | - | - | - | - | --- | --- | --- | -- |
|               | Slovenia   | 4 | 3 | 0 | 1 | 113 | 59  | +54 | 10 |
|               | Jugoslavia | 4 | 3 | 0 | 1 | 88  | 70  | +18 | 10 |
|               | Moldavia   | 4 | 2 | 0 | 2 | 63  | 72  | -9  | 7  |
|               | Andorra    | 4 | 1 | 0 | 3 | 77  | 48  | +29 | 5  |
| Retrocessione | Austria    | 4 | 0 | 0 | 4 | 41  | 133 | -92 | 4  |

### Divisione 3.B
| Data       | Incontro                           | Risultato | Sede           |
| ---------- | ---------------------------------- | --------- | -------------- |
| 6-10-2001  | Lussemburgo ― Ungheria             | 17–19     | Lussemburgo    |
| 20-10-2001 | Ungheria ― Lituania                | 26–16     | Százhalombatta |
| 27-10-2001 | Bosnia ed Erzegovina ― Lussemburgo | 13–12     | Sarajevo       |
| 4-5-2002   | Lussemburgo ― Lituania             | 7–26      | Lussemburgo    |
| 4-5-2002   | Bosnia ed Erzegovina ― Israele     | 19–11     | Zenica         |
| 18-5-2002  | Lituania ― Israele                 | 33–24     | Klaipėda       |
| 25-5-2002  | Lituania ― Bosnia ed Erzegovina    | 12–9      | Jonava         |
| 25-5-2002  | Ungheria ― Israele                 | 39-24     | Esztergom      |
| 1-6-2002   | Ungheria ― Bosnia ed Erzegovina    | 37–0      | Esztergom      |
| 1-6-2002   | Lussemburgo ― Israele              | 31–13     | Lussemburgo    |

|               | Classifica           | G | V | N | P | PF  | PS  | P±  | PT |
| ------------- | -------------------- | - | - | - | - | --- | --- | --- | -- |
|               | Ungheria             | 4 | 4 | 0 | 0 | 121 | 57  | +64 | 12 |
|               | Lituania             | 4 | 3 | 0 | 1 | 87  | 66  | +21 | 10 |
|               | Bosnia ed Erzegovina | 4 | 2 | 0 | 2 | 41  | 72  | -31 | 8  |
|               | Lussemburgo          | 4 | 1 | 0 | 3 | 67  | 71  | -4  | 6  |
| Retrocessione | Israele              | 4 | 0 | 0 | 4 | 72  | 122 | -50 | 4  |

### Divisione 3.C

#### Preliminare
| Oslo 29 settembre 2001 | Norvegia | 37 – 3 | Finlandia |  |

#### Incontri
| Data       | Incontro            | Risultato | Sede               |
| ---------- | ------------------- | --------- | ------------------ |
| 24-11-2001 | Malta ― Monaco      | 8–0       | Marsa              |
| 19-1-2002  | Monaco ― Norvegia   | 60–3      | S. Lorenzo d. Varo |
| 9-3-2002   | Malta ― Bulgaria    | 27–14     | Marsa              |
| 6-4-2002   | Monaco ― Bulgaria   | 53–5      | Monte Carlo        |
| 4-5-2002   | Bulgaria ― Norvegia | 11–3      | Sofia              |
| 25-5-2002  | Norvegia ― Malta    | 10–10     | Oslo               |

|  | Classifica | G | V | N | P | PF  | PS | P±  | PT |
|  | ---------- | - | - | - | - | --- | -- | --- | -- |
|  | Malta      | 3 | 2 | 1 | 0 | 45  | 24 | +21 | 8  |
|  | Monaco     | 3 | 2 | 0 | 1 | 113 | 16 | +97 | 7  |
|  | Bulgaria   | 3 | 1 | 0 | 2 | 30  | 83 | -53 | 5  |
|  | Norvegia   | 3 | 0 | 1 | 2 | 16  | 81 | -65 | 4  |